# Falcon 9
Falcon 9 – rodzina dwustopniowych rakiet nośnych, zaprojektowana i wyprodukowana przez amerykańską firmę SpaceX, przeznaczona do wynoszenia ładunków na orbitę, misji bezzałogowych i załogowych do Międzynarodowej Stacji Kosmicznej. Napędzana mieszaniną ciekłego tlenu (LOX) i nafty (RP-1). Obecnie jest to jedyna rakieta zdolna do wyniesienia satelity, której pierwszy stopień może wylądować i być użyty ponownie.

## Wersje

### Falcon 9 (v1.0)

Rodzina rakiet Falcon

Różnica w konfiguracji silników w rakietach Falcon 9 w wersjach 1.0 i 1.1

Pierwszy stopień był zasilany przez 9 silników Merlin 1C, które dawały łączną siłę ciągu 4,94 MN. Nominalny czas pracy silników wynosił 170 sekund.
Drugi stopień to konstrukcyjnie krótsza kopia pierwszego, był zasilany pojedynczym silnikiem w wersji przystosowanej do próżni (Merlin 1C Vacuum). Silnik ten wytwarzał ciąg 445 kN w próżni, miał zdwojone zapalniki umożliwiające wznowienie pracy silnika. Jego nominalny czas pracy wynosił 345 sekund. Silnik miał możliwość regulowania ciągu w zakresie 60–100%. Stopień był wyposażony w system reakcyjnego sterowania (RCS), na który składały się 4 silniczki Draco napędzane mieszaniną monometylohydrazyny i tetratlenku diazotu, o ciągu 400 N każdy.
Ściany i kopuła zbiornika paliwa były wykonane ze stopu aluminium i litu. Połączenie między stopniami były wykonane z włókna węglowego z rdzeniem aluminiowym. System separacyjny stanowiły odpychacze pneumatyczne.
Cała rakieta miała wysokość 54,9 m i średnicę 3,6 m. Potrafiła wynieść na niską orbitę wokółziemską (ok. 200 km) ładunek o masie do około 10 t, natomiast na orbitę geostacjonarną do około 2,4 t. Starty odbywały się z kosmodromu na przylądku Canaveral w USA.

### Falcon 9 v1.1
W maju 2012 r. ogłoszono o zastąpieniu po pięciu startach rakiety Falcon 9 wersją Falcon 9 v1.1, która dzięki zastosowaniu silników Merlin 1D o zwiększonych parametrach będzie dysponowała lepszymi osiągami. Pierwszy start tej wersji odbył się 29 września 2013 r.
18 kwietnia 2014 roku odbył się pierwszy komercyjny lot rakiety Falcon 9 v 1,1 wyposażonej w rozkładane podpory do lądowania, który wyniósł towarową kapsułę Dragon CRS-3 na orbitę, celem zaopatrzenia Międzynarodowej Stacji Kosmicznej. Lot rakiety przebiegał poprawnie i pierwszy stopień rakiety zdołał powrócić w sposób kontrolowany z wysokości ponad 80 km i miękko wylądować we wskazanym miejscu w wodach Oceanu Atlantyckiego (na wschód od Florydy), używając do tego silników Merlin 1D. Przed opadnięciem do wody rakieta zdołała również rozłożyć specjalne podpory. Zgodnie z planem rakieta po zetknięciu się z powierzchnią oceanu przewróciła się i zatonęła.
Drugi komercyjny lot rakiety Falcon 9 v 1,1 z próbą lądowania na powierzchni oceanu odbył się 14 lipca 2014 roku. Tym razem ładunek stanowiły satelity telekomunikacyjne Orbcomm. Także tym razem rakieta zdołała powrócić w sposób kontrolowany do wód Oceanu Atlantyckiego, ale po rozłożeniu podpór i wyłączeniu silnika przewrócił się do wody, uległ uszkodzeniu.

### Falcon 9 Full Thrust
Trzecią wersją rakiet z rodziny Falcon 9 jest Falcon 9 Full Thrust, znany także jako Falcon 9 v1.2, Full Performance Falcon 9 lub Falcon 9 Upgrade. W tej wersji wprowadzono liczne zmiany konstrukcyjne wynikające z doświadczeń zdobytych przy poprzednich startach. Powiększono zbiorniki paliwa, wzmocniono strukturę kadłuba i podpory rakiety. Całkowita wysokość zwiększyła się w porównaniu do wersji Falcon 9 1.1 o 1,5 metra i wynosi 70 metrów. Wersja FT została wyposażona w zmodernizowane silniki Merlin 1D o zwiększonej mocy.
22 grudnia 2015 r. odbył się start pierwszego egzemplarza tego modelu zakończony wyniesieniem na orbitę satelitów Orbcom i po raz pierwszy w historii odzyskaniem pierwszego stopnia rakiety, który wylądował na przylądku Canaveral na specjalnie do tego celu przygotowanym lądowisku „Landing Zone 1".
8 kwietnia 2016 Falcon 9 Full Thrust wyniósł na orbitę statek zaopatrzeniowy do stacji ISS Dragon CRS-8. Pierwszy stopień rakiety zdołał wylądować na morzu na specjalnie do tego celu przystosowanej, sterowanej zdalnie, jednostce z lądowiskiem noszącej nazwę „Of Course I Still Love You”.
Odzyskiwanie pierwszego stopnia rakiety jest uzależnione od rodzaju misji, ponieważ wymaga zabrania dodatkowej ilości paliwa.

#### Block 4
Nowa wersja rakiety z serii Full Thurst, która będzie wersją przejściową między wersją FT a Block 5. Pierwszy start odbył się 14 sierpnia 2017 roku, wraz z misją CRS-12

### Grasshopper i Falcon 9R

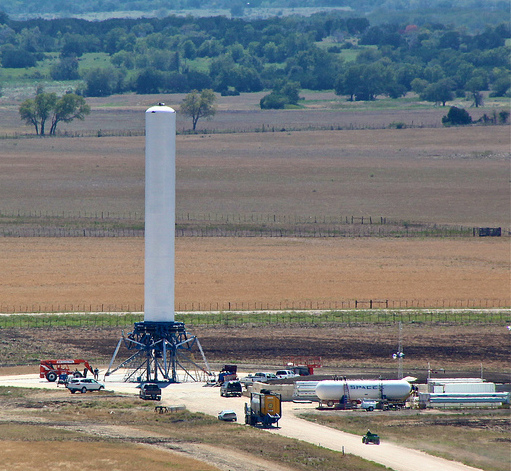
Grasshopper na stanowisku testowym (2012)

Grasshopper stanowił demonstrator technologiczny służący do testów konstrukcji umożliwiającej odzyskiwanie poszczególnych stopni rakiety Falcon 9, nie poprzez wyławianie ich z oceanu po odseparowaniu i opuszczeniu na spadochronach, jak realizowano odzysk silników pomocniczych SRB wahadłowców kosmicznych, ale poprzez kontrolowany powrót tego członu na miejsce startu na własnych silnikach. Była to zatem rakieta pionowego startu i lądowania typu VTVL. Wymagało to instalacji odpowiedniego stelaża z rozkładanymi wspornikami, które umożliwiały wylądowanie w pozycji pionowej. Grasshopper był wyposażony w pojedynczy silnik Merlin-1D, podczas gdy w pierwszym stopniu rakiety Falcon 9 znajduje się 9 takich silników.
Testy Grasshoppera były prowadzone w latach 2012–2013 na stanowisku testowym w McGregor w Teksasie. Przeprowadzono osiem lotów testowych. Najwyższa uzyskana wysokość lotu wyniosła 744 m. Testowane były m.in. właściwości pojazdu w ruchu poziomym, także pod wiatr.
Eksperymenty z Grasshopperem posłużyły do skonstruowania w oparciu o konstrukcję rakiety Falcon 9 v1.1 eksperymentalnej rakiety Falcon 9R Reusable Development Vehicles (F9R Dev), która miała kontynuować próby kontrolowanego odzyskiwania pierwszego stopnia rakiety za pomocą pracujących silników, co nie udało się do tej pory żadnej firmie czy agencji kosmicznej. Człon pierwszy rakiety wyposażony jest w rozkładane „nogi” (podpory) umożliwiające pionowe lądowanie.
Pierwszy udany start rakiety Falcon 9R Dev odbył się 17 kwietnia 2014, kiedy to rakieta wzniosła się na wysokość 250 metrów, a następnie łagodnie wylądowała w miejscu z którego wystartowała.
Podczas piątego lotu rakiety Falcon 9R 22 sierpnia 2014 awarii uległ jej system sterowania lotem, co skutkowało kontrolowanym zniszczeniem jej w powietrzu.
Z planów zbudowania kolejnej eksperymentalnej rakiety tego typu zrezygnowano ponieważ podczas dotychczasowych lotów zebrano wystarczającą ilość danych do dalszego rozwoju rakiet z rodziny Falcon 9.
System odzyskiwania stosowany przez firmę SpaceX pozwoli docelowo na obniżenie kosztów wynoszenia ludzi na orbitę do poziomu ok. 200 tys. dolarów za osobę. Odmiana tego systemu ma znaleźć zastosowanie także w załogowej kapsule Dragon 2.

### Falcon Heavy
Silniejszą wersją rakiety nośnej Falcon 9 jest Falcon Heavy (wcześniej używano nazwy Falcon 9 Heavy). Powstała ona przez dodanie po bokach dwóch dodatkowych pierwszych członów rakiety. Dzięki temu osiągi rakiety znacznie wzrosły, może ona wynieść na niską orbitę okołoziemską do 63,8 t ładunku, a na orbitę geostacjonarną ponad 26,7 t. Testowy start rakiety Falcon Heavy odbył się 6 lutego 2018 roku z kosmodromu John F. Kennedy Space Center na Florydzie, kolejne loty będą odbywały się także z wyrzutni SpaceX zbudowanej na terenie bazy wojsk lotniczych Vandenberg w Kalifornii.

### Falcon 9 Block 5
23 października 2016 Elon Musk zapowiedział budowę nowej wersji rakiety o nazwie kodowej „Block 5”, rozwiniętą o wiele drobnych ulepszeń, większy ciąg oraz poprawione nogi do lądowania. 21 stycznia 2017 roku Elon Musk dodał, że „Block 5” jest ostateczną modernizacją konstrukcji Falcona 9, która znacznie poprawia wydajność i ułatwia ponowne wykorzystanie rakiety. Pierwszy lot odbył się 11 maja 2018.

## Dane techniczne
| Wersja                 | Falcon 9 v1.0                  | Falcon 9 v1.1        | Falcon 9 FT                                                     | Falcon 9 Block 5                      |
| ---------------------- | ------------------------------ | -------------------- | --------------------------------------------------------------- | ------------------------------------- |
| Stopień 1              | 9 × Merlin 1C                  | 9 × Merlin 1D        | 9 × Merlin 1D (zmodernizowany)                                  | 9 × Merlin 1D (zmodernizowany)        |
| Stopień 2              | 1 × Merlin 1C Vacuum           | 1 × Merlin 1D Vacuum | 1 × Merlin 1D Vacuum (zmodernizowany)                           | 1 × Merlin 1D Vacuum (zmodernizowany) |
| Wysokość (m)           | 54,9                           | 68,4                 | 70                                                              | 70                                    |
| Średnica (m)           | 3,66                           | 3,66                 | 3,66                                                            | 3,66                                  |
| Ciąg początkowy (kN)   | 4940                           | 5885                 | 6806 7607 (późny 2016)                                          | ~8200                                 |
| Masa startowa (t)      | 318                            | 506                  | 541                                                             | ~587                                  |
| Średnica osłony (m)    | brak*                          | 5,2                  | 5,2                                                             | 5,2                                   |
| Ładunek na LEO (t)     | 8,5-9 (start z Cape Canaveral) | 13,15                | 22,8 (10,9 limit strukturalny) (bez odzysku) 10,5 (z odzyskiem) | 22,8                                  |
| Ładunek na GTO (t)     | 3,4                            | 4,85                 | 8,3 (bez odzysku) 5,3 (z odzyskiem)                             | 8,3 (bez odzysku) 5,5 (z odzyskiem)   |
| Starty udane/wszystkie | 5/5                            | 14/15                | 36/36                                                           | 15/15                                 |

* Wersja 1.0 nigdy nie użyła ładunku wymagającego osłony (owiewki) aerodynamicznej, wynosiła tylko statek Dragon.

** Maksymalny udźwig wersji FT podany jest dla startu bez odzyskiwania pierwszego stopnia rakiety.

## Silnik Merlin 1
Podstawowe silniki dla rakiet Falcon 9 to silniki z rodziny Merlin 1, produkowane przez SpaceX. W pierwszej wersji rakiety stosowane są silniki Merlin 1C, natomiast w wersjach Falcon 9 v.1.1 i w Falcon Heavy zmodyfikowane silniki Merlin 1D. Silniki te są stosowane zarówno w pierwszych stopniach rakiet (w klastrach złożonych z 9 jednostek), jak i w drugich stopniach, gdzie stosowane są pojedyncze silniki Merlin w wersjach poprawiających osiągi silnika w próżni (m.in. przez zastosowanie odpowiedniej dyszy).
Wersja Merlin 1D ma ciąg zwiększony z 556 do 620 kN na poziomie morza, co pozwala na zwiększenie udźwigu rakiety. Silnik ten został po raz pierwszy zastosowany w 2013 r.

## Historia startów

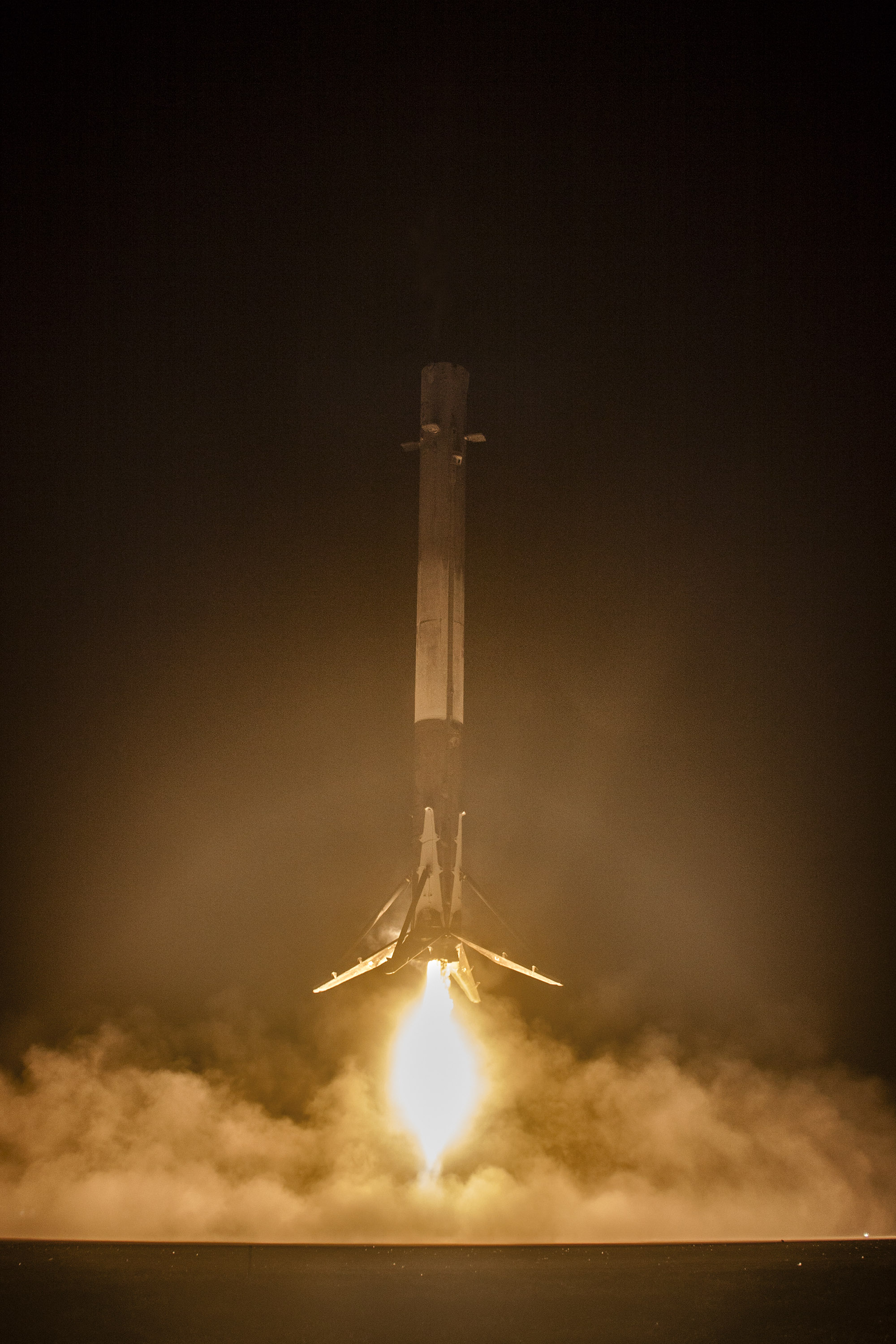
Lądowanie pierwszego stopnia rakiety Falcon 9 FT na Cape Canaveral, 22 grudnia 2015 roku

Przez 7 lat rakiety z rodziny Falcon 9 poleciały już 71 razy z czego 66 było udanych (nie licząc zniszczenia rakiety przed startem podczas testów). Jednocześnie na 45 prób lądowania 39 było udanych.
Pierwsza wersja rakiety Falcon 9 v1.0 poleciała 5 razy (od czerwca 2010 do marca 2013), jej następca Falcon 9 v1.1 poleciał 15 razy (od września 2013 do stycznia 2016), Falcon 9 FT od grudnia 2015 roku poleciała 36 razy, natomiast aktualnie najnowsza wersja Falcon 9 Block 5 udała się w przestrzeń kosmiczną 15 razy.

## Planowane starty
Lista planowanych startów, zawiera orientacyjne daty i mogą w każdej chwili ulec zmianie, tak samo jak konfiguracja rakiet.